# Guna (ciutat)
Guna o Goona a l'Índia és una ciutat i municipi de Madhya Pradesh, capital del districte de Guna, a la riba del Parbati. Segons el cens del 2001 la seva població era de 137.132 habitants. La població el 1881 era de 3.700 habitants el 1901 d'11.452, incloent l'aquarterament britànic. Formà part de l'estat de Gwalior i fou capital de l'agència de Guna del 1858 al 1896; els britànics hi tenien un aquarterament. El 1948 va esdevenir capital d'un dels districte de Madhya Bharat i el 1956 de Madhya Pradesh.